# Château de Guémené-sur-Scorff
Le château de Guémené-sur-Scorff est un ancien château fort de Guémené-sur-Scorff, dans le Morbihan.

## Localisation
Le château constitue le cœur du bourg de Guémené-sur-Scorff, délimité par les rues des Frères-Trebuil, Condé, Saint-Roch et Joseph-Le-Calvé.

## Historique
Un premier édifice est bâti au XIe siècle pour la famille Guegant, (dont le nom est à l'origine du toponyme). Ce premier château est remplacé au siècle suivant par une forteresse appartenant à la maison de Rohan. Lors de la guerre de Succession de Bretagne, le château est pris par les troupes de Charles de Blois en juillet 1342, puis reprises par les troupes anglaises en décembre. Ces derniers quittent le château et le donnent à Jeanne de Rostrenen en 1369. Cette dernière le cède, en 1371, au duc de Bretagne Jean IV, qui le rend à Jeanne de Beaumer, sa propriétaire légitime. Jean Ier de Rohan le rachète en 1377. En 1380 sont construites les étuves (« bains de la reine ») pour Jeanne de Navarre.
Son petit-fils, Louis II de Rohan-Guémené le rase et fait édifier un nouvel édifice entre 1474 et 1486,. Ce dernier est démilitarisé 1522 par Louis IV de Rohan-Guémené pour l'aménager en palais. La terre de Guémené est érigée en principauté en septembre 1570 par Charles IX au profit de Louis VI.
Pendant les guerres de la Ligue, le château est pris par les troupes du duc de Mercœur en 1589, et repris le 28 janvier 1590 par les troupes royales. Après deux tentatives en avril 1591 et janvier 1592, il est de nouveau occupé par les troupes espagnoles, alliées des ligueurs.
À la fin des années 1620, Louis XIII décide le démantèlement du château. Une restauration partielle des éléments non ruinés est organisée à la fin du XVIIIe siècle,.

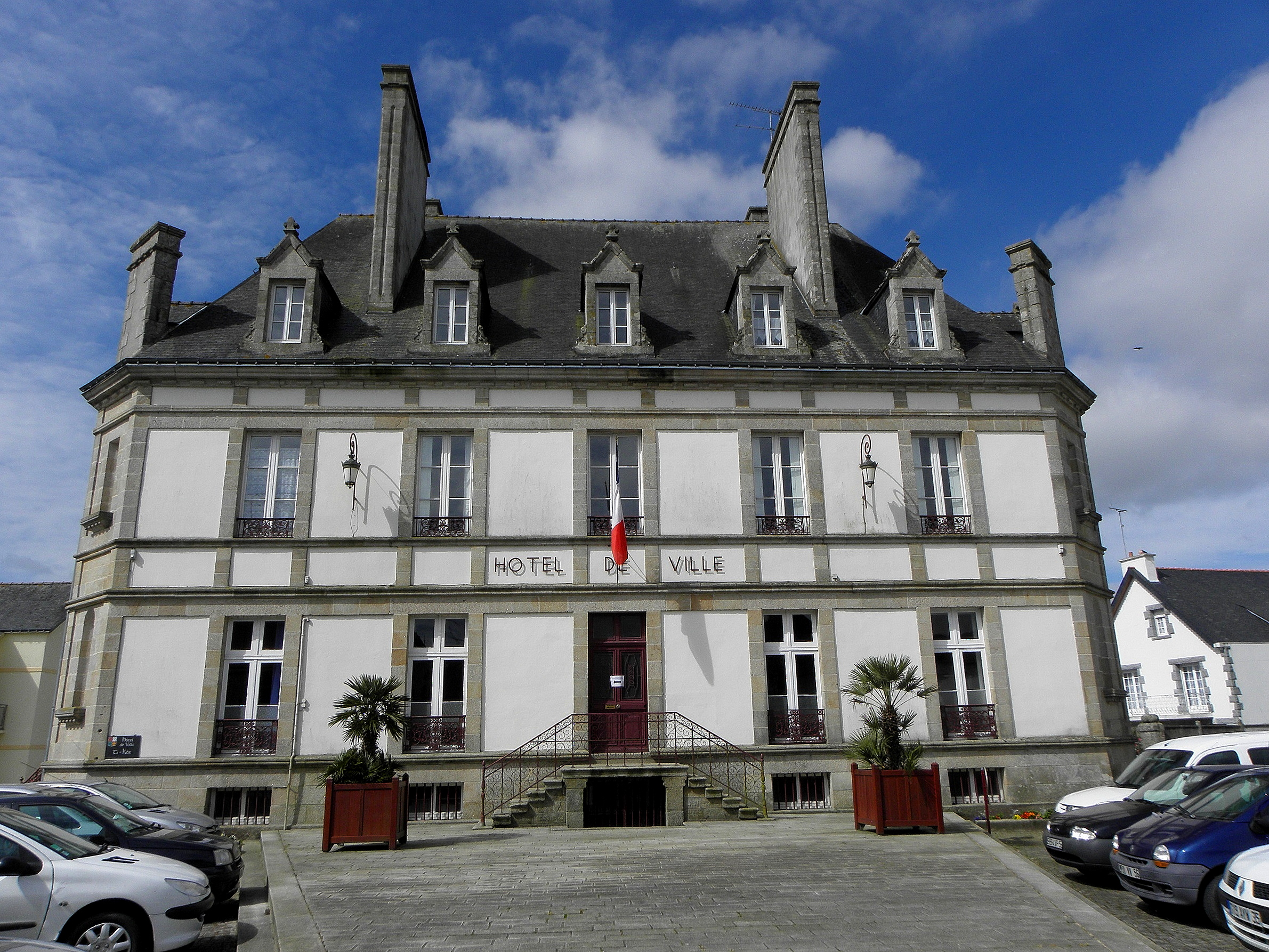
Hôtel de ville de Guémené-sur-Scorff.

Confisqué lors de la Révolution, le château sert de prison militaire, puis, au début du XIXe siècle, d'hôpital pour les invalides et de caserne. Il passe ensuite au banquier Declerq, en 1814, et à la famille Juttard-Lannivon, en 1843. L'hôtel de ville prend place dans la cour du château en 1860. Laissé en grande partie ruiné, le château est démoli en 1926. Les étuves sont vendues en 1929 à un antiquaire de Vitré, qui les démontent et les emportent dans sa ville. La mairie en demande la restitution en 1999, effective en 2003. Elles sont entièrement remontées en 2008 dans un ancien garage automobile qui devient un espace muséal.
Du château médiéval, ne subsiste que quelques pans des remparts septentrionaux, la porte occidentale et les étuves (« bains de la reine Anne »).
La porte du XVe siècle, dit « porte des Rohan », est inscrit au titre des monuments historiques par arrêté du 24 avril 1925. Les anciennes étuves, dites « les Bains de la Reine » sont inscrites par arrêté du 19 janvier 2016.

## Description
Le château du XVe siècle est composé de plusieurs remparts (épais de 2,5 à 3 m, hauts de 15 m, longs de 300 m) interrompus par huit tours (dont un donjon).
La « porte des Rohan » est la porte d'accès occidentale au château. Celle-ci se présente comme une ouverture en arc surmonté d'une accolade et de mâchicoulis.
Les « bains de la reine » fonctionnent comme d'anciens thermes romains. Desservies par un hypocauste, elles se composent de deux pièces : l'étuve et sa salle de chauffe (disparue). La salle d'étuve est une pièce d'environ 2,25 × 1,8 × 2,5 m de style gothique. Des sculptures y représentent Jean Ier de Rohan, Jeanne de Navarre, un lion et un diablotin.

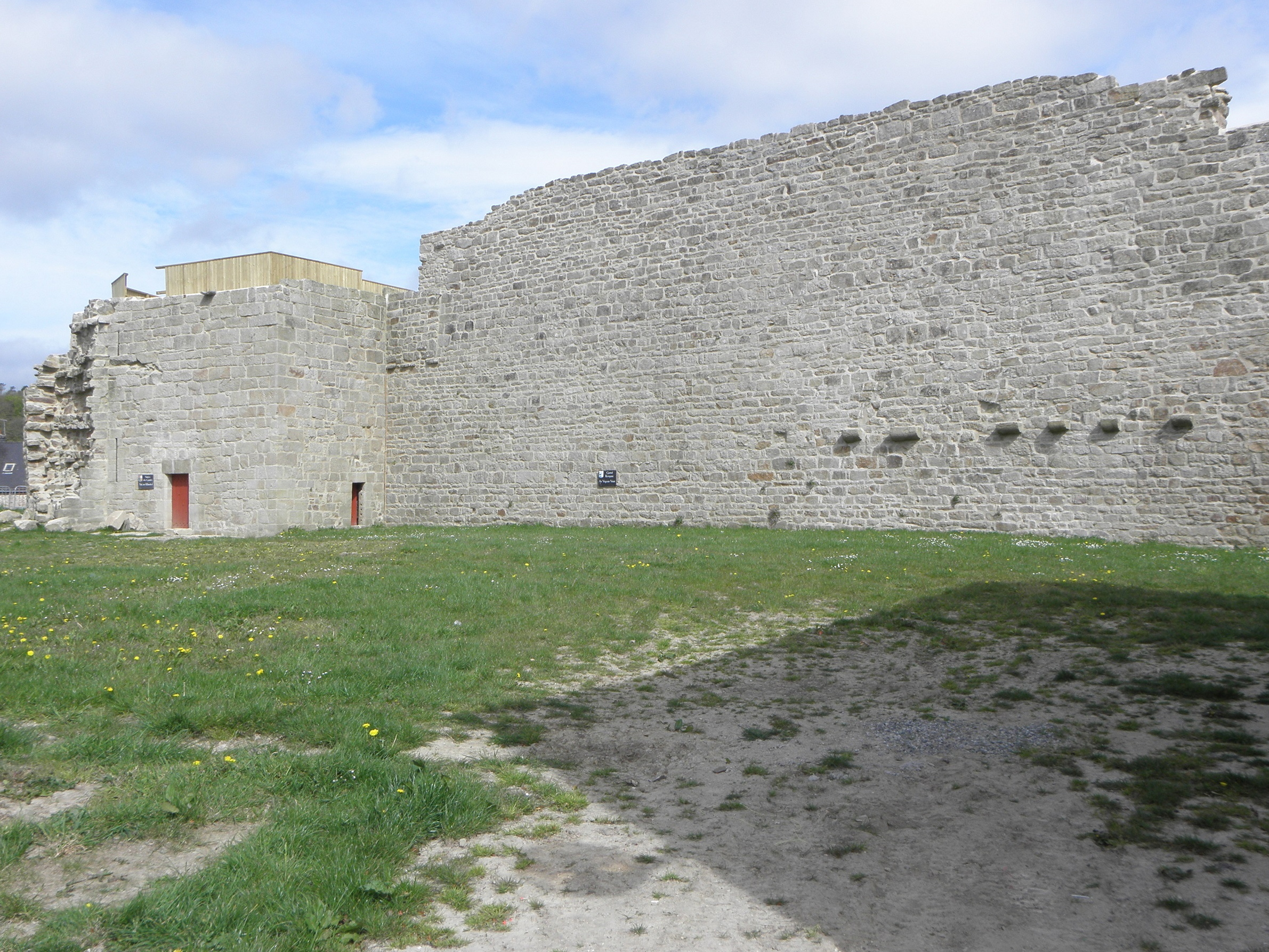
Vestiges des remparts nord.
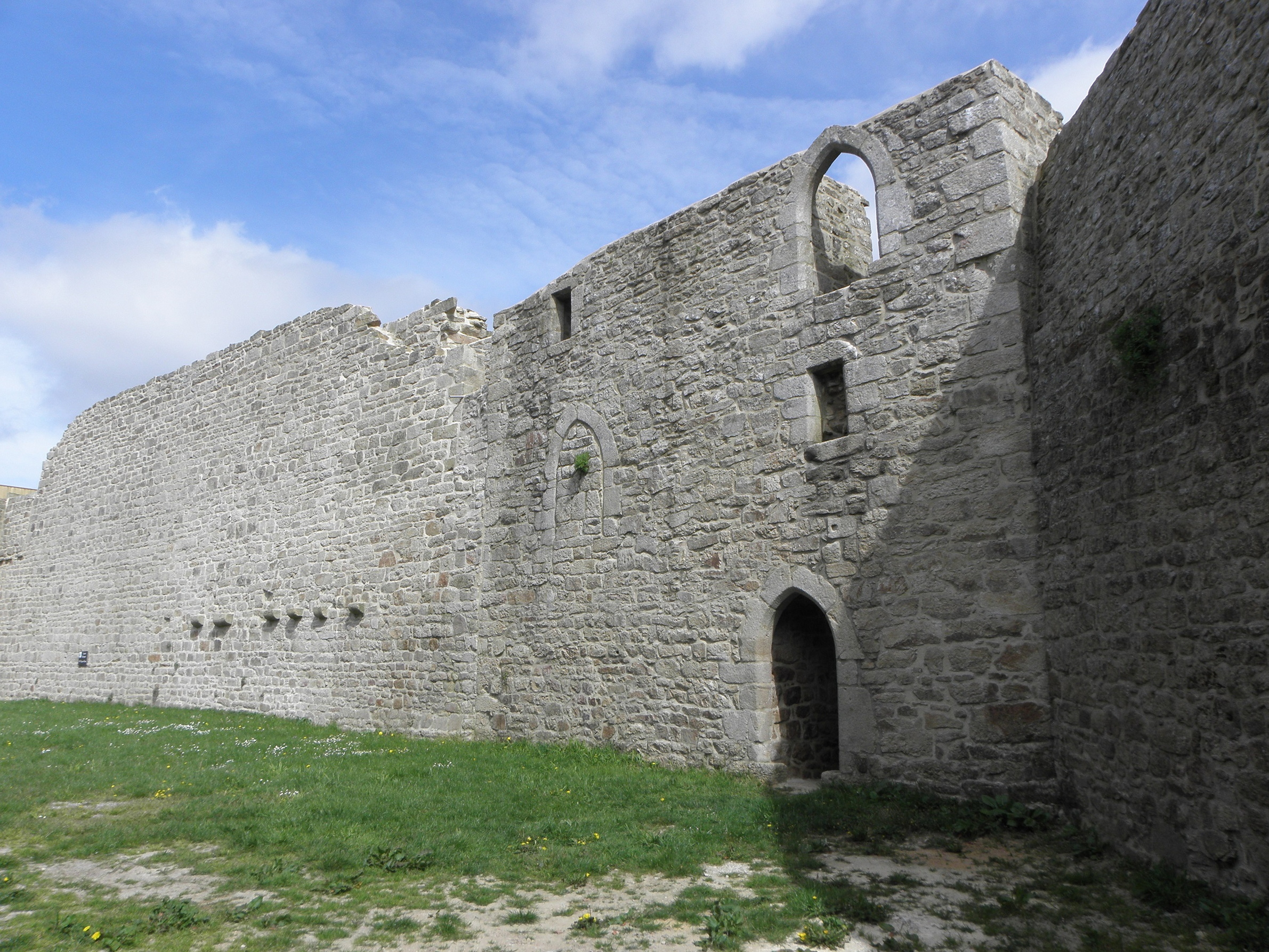
Vestiges des remparts nord.
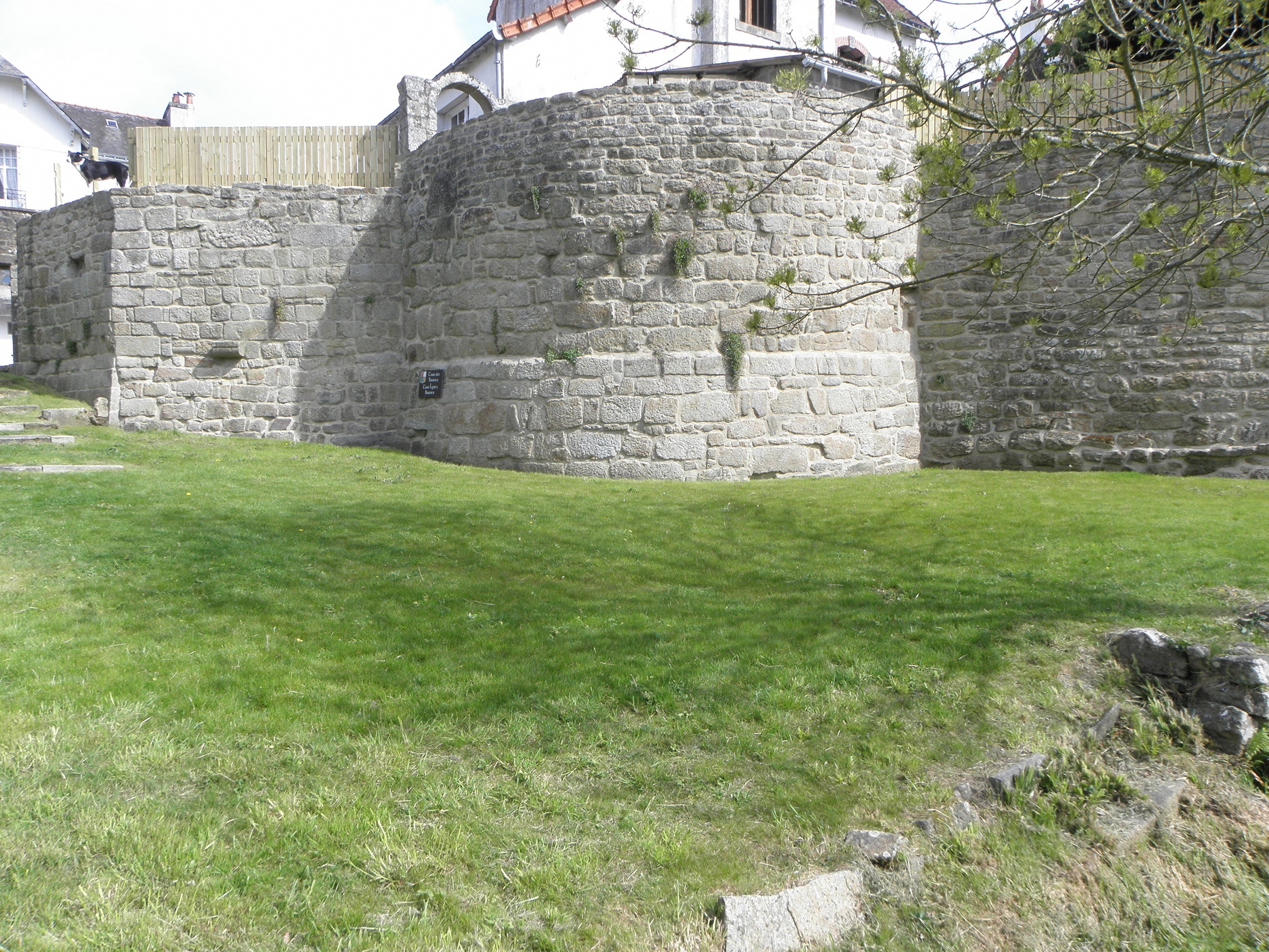
Vestiges des remparts sud.
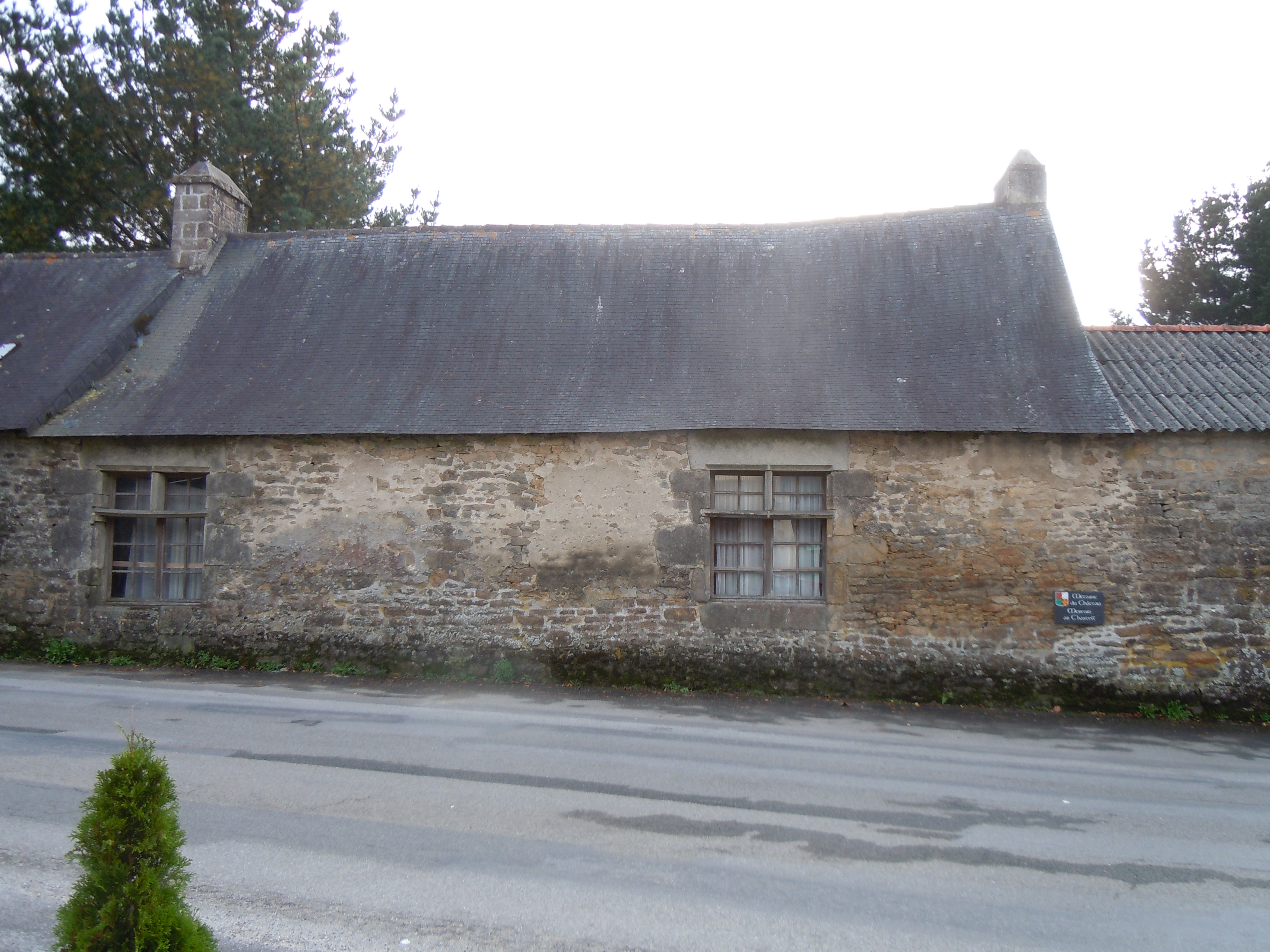
Métairie.
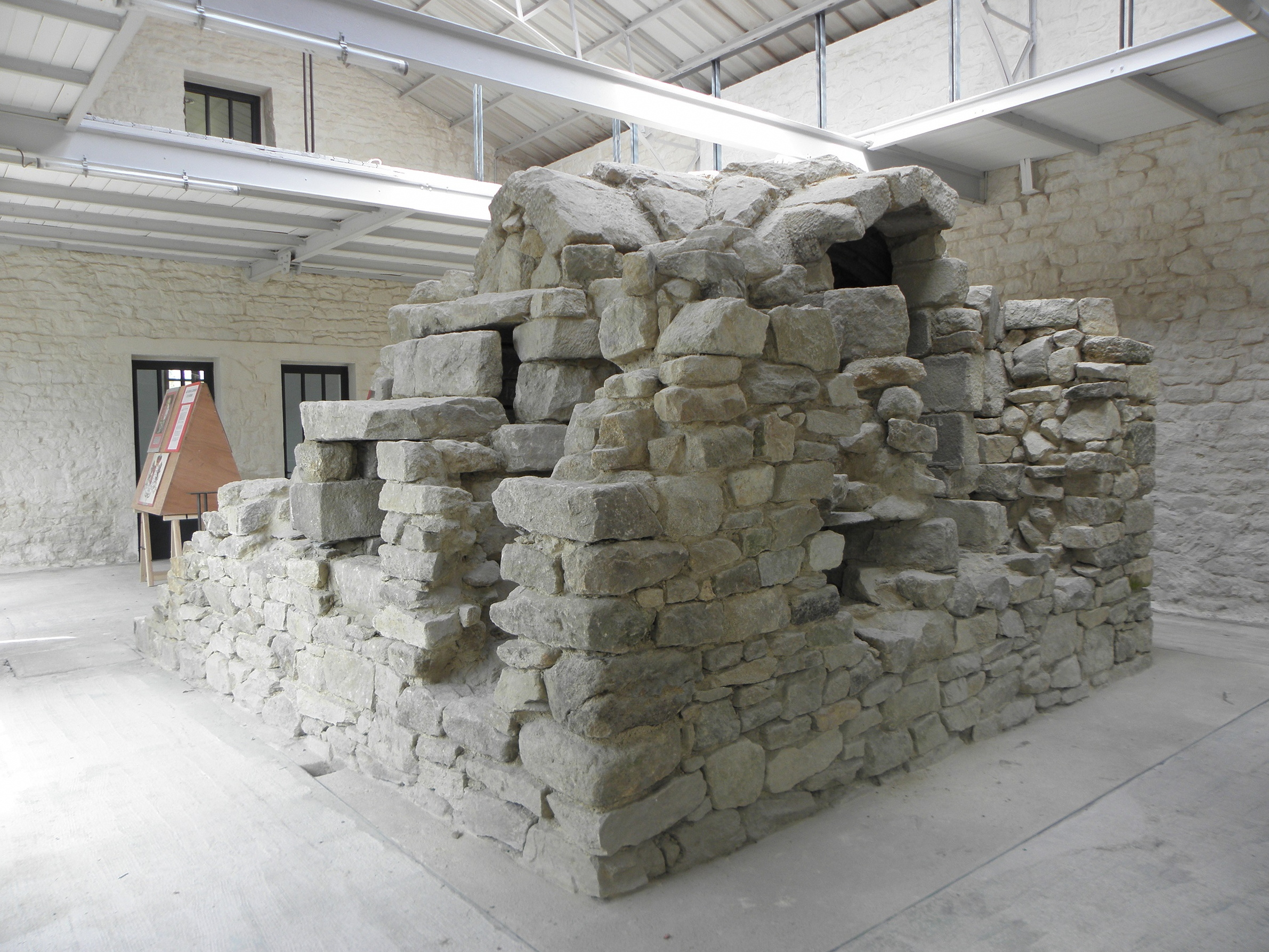
Bains de la Reine.
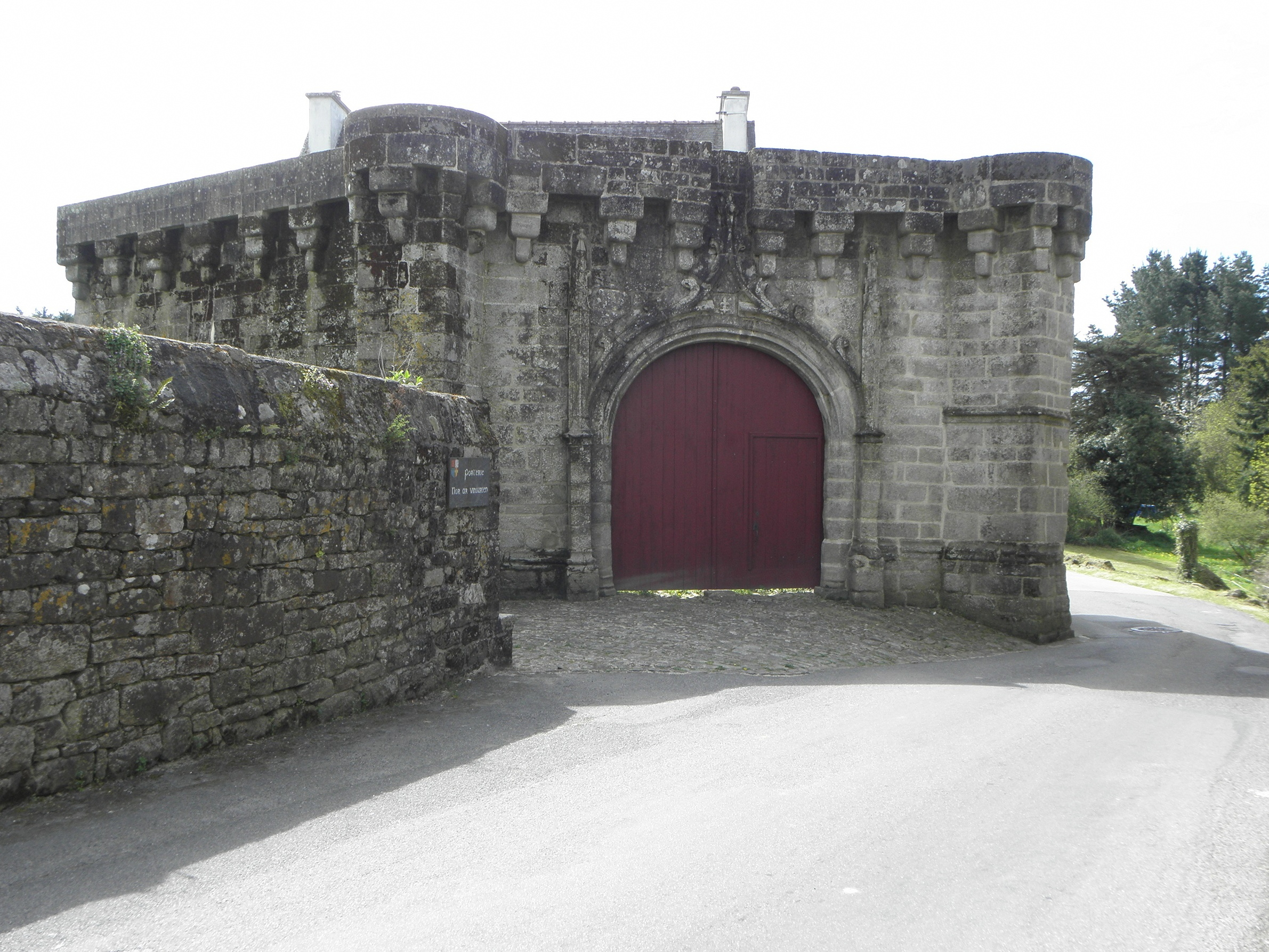
Porte des Rohan.